# Kaagaz
Kaagaz (काग़ज़) ist ein indischer Film aus dem Jahr 2021. Er zeichnet die Geschichte des fälschlicherweise für tot erklärten Aktivisten Lal Bihari nach.

## Handlung
1970: Bharat Lal führt ein einfaches Leben in einem Dorf im indischen Bundesstaat Uttar Pradesh. Sein Einkommen erzielt er als Musiker und Chef einer kleinen Hochzeitsband. Als die Band expandieren und sich professionalisieren möchte, will Bharat Lal bei der Bank einen Kredit aufnehmen, um seine Ideen finanzieren zu können. Voller Optimismus und mit Hilfe eines Finanzberaters tritt er dem Bankmitarbeiter entgegen. Dieser muss jedoch feststellen, dass Bharat Lal in den Akten als tot verzeichnet ist.
Bharat Lal, der leibhaftig vor ihm sitzt, kann dies nicht glauben. Es beginnt ein Spießrutenlauf mit den Behörden. Der Protagonist findet heraus, dass Teile seiner Familie, namentlich sein Onkel, ihn unbemerkt für tot erklären ließen, um ein Stück Land zu erben. Er sucht die Familie auf, diese ignoriert seine Vorwürfe allerdings. In seinem Heimatdorf wird er unterdessen zum Gespött der Leute. Seine Frau Rukmani steht im bei und Bharat Lal will nun das System ärgern, indem er Witwenrente mit seiner Frau beantragen will. Weil er weiß, dass für Kriminelle eine Akte angelegt wird und er somit wieder aktenkundig und lebendig werden könnte, begeht er mehrere Straftaten. Er versucht verzweifelt, sich selbst anzuzeigen und der Polizei zu stellen, damit er festgenommen wird. Diese Versuche fruchten jedoch auch nicht.
Mit Hilfe der Journalistin Sonia gelingt es Bharat Lal, sich mit anderen fälschlicherweise für tot Erklärten zu organisieren. Gemeinsam gelingt es der Gruppe, in staatliche Archive einzudringen und dort wichtige Akten und Belege einzusehen und zu entwenden. Er gründet sogar eine politische Partei, die sich für die Interessen und Rechte dieser Personen einsetzt. Es gelingt Bharat Lal sogar, eine Vertreterin der Regierung zu treffen, die sich allerdings nur vordergründig um sein Anliegen zu kümmern verspricht. Letztlich gelingt es Bharat Lal nach 20 Jahren, wieder für lebendig erklärt zu werden.
Zu Beginn und am Ende des Films wird das Gedicht Kaagaz von Aseem Ahmed Abbasi rezitiert. Dieses handelt von der Wichtigkeit von Papier im Allgemeinen und Dokumenten im Leben eines jeden Menschen.

## Hintergründe
In einigen Gebieten Indiens kommt es gehäuft zu Korruption und Bestechung von Familienmitgliedern und Behörden. Insbesondere im Distrikt Azamgarh kam es jahrzehntelang immer wieder zu Fällen, in denen Personen von der eigenen Familie für tot erklärt wurden, mit der Absicht, Land zu erben. Geburts- und Eigentumsnachweise wurden gefälscht oder vernichtet, ebenso Sterbeurkunden etc. Aus Sicht der Regierung werde das Problem mit der zunehmenden digitalen Speicherung der Dokumente begrenzt. Vorbild für den Film ist die Biografie des für tot erklärten Bauern Lal Bihari, der aufgrund seiner Geschichte zum Aktivisten wurde und die Uttar Pradesh Association of Dead People gründete.

## Kritik
Pallabi Dey Purkayastha zeigt sich in The Times of India enttäuscht und vergibt 3 von 5 Sternen: 

‘Kaagaz’ could have been the go-to movie for those seeking a burst of inspiration, but it ends up being a uni-dimensional masterclass on one man’s acting prowess.

„Kaagaz hätte der Film für einen Ausbruch an Inspiration sein können, aber er endet als eindimensionales Meisterwerk von dem schauspielerischen Talent eines Mannes.“

## Auszeichnungen
- 2022: Dadasaheb Phalke Award für Satish Kaushik als bester Nebendarsteller[5]